# Кулішенко Григорій Якимович
Григорій Якимович Кулішенко (* 1908, Черепин — † 14 жовтня 1939, поблизу Чунціна) — радянський військовий льотчик, у роки японсько-китайської війни командир групи радянських льотчиків у Республіці Китай.

## Біографія
Народився 1908 року в Черепині, Черкаського повіту, Київської губернії у селянській сім'ї.
Працював у Яготині на цукровому заводі. В 1934 році закінчив військово-авіаційне училище. Брав участь у випробовуванні літака ДБ-3.
У 1938 році через Алма-Ату разом з групою льотчиків-добровольців прибув до Республіки Китай, котра потерпала від агресії з боку Японської імперії. Місцем дислокування групи став аеропорт «Тайпінси» у Ченду. Тут радянські військові проводили вишкіл китайських льотчиків. Григорій Кулішенко командував нальотом на аеропорт Ханькоу, внаслідок якого японці втратили 64 літаки, 130 військових загиблими (з яких 7 — вищі офіцери) і 300 пораненими (зокрема важке поранення отримав генерал-майор, командувач місцевого японського гарнізону). Японські ескадрильї «Повітряні самураї» та «Чотири козиря в повітрі» були повністю знищені.
14 жовтня 1939 року бомбардувальна ескадрилья на чолі з Г. Кулішенком вчинила наліт на аеродром в Ухані. Знищено і поранено понад 300 японських солдатів і офіцерів. На зворотному шляху ескадрилья вступила у бій за 20-ма японськими винищувачами, з яких 6 було збито. Під час бою Кулішенко був поранений, а лівий двигун його літака було пошкоджено і виведено з ладу. В такому стані льотчик деякий час летів уздовж річки Янцзи. Біля Чунціня літак вчинив посадку на річку. Лише штурману та стрільцю-радисту вдалось вибратись з машини. Г. Кулішенка разом з літаком поглинула річка.
Спочатку Г. Кулішенка поховали місцеві жителі на березі річки Янцзи, а в 1958 році його останки були перенесені до парку «Сішань». Там встановлений його бронзовий бюст.

## Вшанування пам'яті
Для китайців Григорій Кулішенко є народним героєм. У 2015 році був знятий китайський фільм про його діяльність під час японсько-китайської війни — «Разом з Григорієм Кулішенком» (кит.: 相伴库里申科, англ. A Promise to the Kurichenko's).